# Hymnodie
L'hymnodie est un substantif féminin qui signifie « chant d'hymnes ». Ce mot vient du grec ancien. 

## Concept
Dans la liturgie de l'Église catholique, on distingue les hymnes des psaumes. Les hymnes sont des chants ou des poèmes composés en l'honneur de Dieu, de la Vierge Marie ou de Saints. Les hymnes sont psalmodiées au cours de l'office divin célébré par les religieux.
Les Psaumes sont des hymnes bibliques, extraits essentiellement du livre des Psaumes, mais également d'autres livres de l'Ancien Testament ou du Nouveau Testament. Ils sont regroupés dans un ouvrage spécifique que l'on appelle le psautier.
L'hymnodie a fait partie des bases de la musique du christianisme primitif. Le savant Josef Kroll écrit dans les années 1920 qu'il aurait existé un conflit entre les psaumes et les hymnodies lors de l'époque du christianisme primitif, car l'hymnodie aurait été préférée par les écoles hérétiques, et donc bannie progressivement par l’Église. Cette thèse a été contredite par plusieurs chercheurs comme Philippe Bernard.
L'hymnodie est aujourd'hui une des marques du méthodisme.